# Daniel Atienza
Daniel Atienza (Moudon, Suiza, 22 de septiembre de 1974) es un ciclista español.
Como amateur, ganó la Vuelta a Palencia en 1995. Hizo su debut como profesional en 1997 con el equipo Team Polti. Después de una temporada en 2000 en el equipo Saeco, se unió en 2001 al equipo francés Cofidis donde estutvo durante cinco temporadas. Obtiene regularmente buenas posiciones en las carreras por etapas. Su mejor temporada fue la de 2005, durante la cual se clasificó noveno del Tour de Romandía, decimotercero de la Vuelta a Suiza, decimocuarto del Giro de Italia y decimoséptimo de la Vuelta a España, sin embargo no renovó por el Cofidis.
Desde 2007, Daniel Atienza es, junto con Richard Chassot, el comentarista de ciclismo para la Televisión Suiza.

## Palmarés
1996
- 1 etapa del Circuito Montañés

## Resultados en Grandes Vueltas
| Carrera | Carrera         | 1997 | 1998 | 1999 | 2000 | 2001 | 2002 | 2003 | 2004 | 2005 |
| ------- | --------------- | ---- | ---- | ---- | ---- | ---- | ---- | ---- | ---- | ---- |
|         | Giro de Italia  | —    | —    | —    | —    | —    | —    | —    | —    | 14.º |
|         | Tour de Francia | —    | —    | —    | 29.º | 30.º | Ab.  | —    | —    | —    |
|         | Vuelta a España | —    | Ab.  | Ab.  | —    | 48.º | 28.º | 32.º | 25.º | 17.º |

—: no participa
Ab.: abandono